# دعوى عمومية
الدعوى العمومية هي الدعوى التي تقام باسم المجتمع بهدف قمع الجريمة بموجب القانون الجنائي. وهي باسم المجتمع لأنها تهدف إلى قمع الإخلال بالنظام العام وليس لإصلاح الضرر الشخصي. وتُنفذ بواسطة النيابة العامة ضد مرتكبي الجريمة أو المشاركين أو المساهمين فيها.

## تحريكها

### الأطراف
الطرف الرئيس المحرك للدعوى العمومية هو النيابة العامة، وهي هيئة هرمية من القضاة المسؤولين عن تحريك الدعوى العمومية. بالإضافة إلى ذلك، يمكن لموظفون عموميون آخرون تحريك الدعوى العمومية بشأن بعض الجرائم المحددة، لا سيما فيما يتعلق بالمساهمات غير المباشرة والجسور والطرق والمياه والغابات.
كما يمكن للمشتكي أن يكون هو الضحية نفسه إلى الحد الذي يصبح فيه طرفاً مدنياً.
والطرف السلبي هو مرتكب الجريمة، وهو الذي يتحمل آثار الدعوى العمومية. والمتهمون هم المدعى عليهم والجناة والمشاركون والمساهمون المزعومون في الجريمة. يجب أن يكونوا قابلين للتحديد ولكن ليس بالضرورة محددون حتى يمكن تحريك الدعوى العمومية.

## أنظر أيضا
- المسطرة الجنائية

## وصلة خارجية
- ورقة حول تنفيذ الدعوى العمومية على الموقع الفرنسي le-poliste.com